# Vernon Zaborowski
Vernon Junior Zaborowski, född 31 juli 1976 i West Chester är en amerikansk basist. Han spelade elbas i rockbandet CKY (Camp Kill Yourself) mellan åren 2000 och 2005, men på grund av bråk med bandets sångare/gitarrist slutade han i bandet. Han spelar numera bas i Eastern Conference Champions.
Band han spelat i:
- Senator Joe
- Marshall Cbrll
- Eral Nasty & The Polyester freakshow
- Wet Slit
- CKY